# فين كيدلاند
فين كيدلاند (بالنرويجية: Finn Erling Kydland)‏ هو اقتصادي نرويجي. ولد عام 1943 حصل علي جائزة نوبل في الاقتصاد لسنة 2004 مناصفة مع ادوارد بريسكوت.

## حياته
تربي فين في قرية تسمي سويلاند في محافظة جزدال في جنوب غرب النرويج. تربي مع 5 اخوة واخوات بأسلوب متحرر حيث لم يفرض أبوية علي ابناؤهم قيود مبالغ فيها وقد اهتم بالاقتصاد بعد أن عمل في مسك دفاتر مزرعة أحد الاصدقاء لإنتاج فراء المنك. حصل علي درجة بكالوريوس في الاقتصاد من مدرسة النرويج للاقتصاد في سنة 1968 ثم الدكتورة في الاقتصاد من كارنجي ميلون سنة 1973 ثم عاد بعد ذلك الي مدرسة النرويج للاقتصاد مُدرِّسًا مُساعِدًا. عاد الي كارنجي ميلون سنة 1978 مُدرِّسًا للأقتصاد ثم أستقر في الولايات المتحدة الإمريكية منذ ذلك التاريخ.

## روابط خارجية
- فين كيدلاند على موقع الموسوعة البريطانية (الإنجليزية)
- فين كيدلاند على موقع مونزينجر (الألمانية)
- فين كيدلاند على موقع إن إن دي بي (الإنجليزية)